# Tafelrichter
Tafelrichter (ungarisch táblabíró) war in Ungarn die Bezeichnung für einen Richter, der die Befugnis hatte, auch über Mitglieder des Adels zu richten. Im 19. Jahrhundert gingen die Sonderrechte des Tafelrichters nach und nach verloren; 1870 wurde das Amt abgeschafft und der Titel blieb nur pro forma bestehen.